# Associació Irlandesa de Futbol
|  | No s'ha de confondre amb Associació de Futbol d'Irlanda. |

L'Associació de Futbol d'Irlanda (en anglès: Irish Football Association (IFA)) dirigeix el futbol a Irlanda del Nord.
És l'encarregada d'organitzar la Lliga nord-irlandesa de futbol, la Copa nord-irlandesa de futbol i la Selecció de futbol d'Irlanda del Nord. Té la seu a Belfast.

## Història
La federació va ser fundada el 1880 a Belfast i en els seus inicis dirigia el futbol a tota l'illa d'Irlanda (d'aquí el seu nom). És la quarta federació més antiga del món, després de l'anglesa, escocesa i gal·lesa. L'any 1921, coincidint amb la independència de la República d'Irlanda es creà la Football Association of Ireland (FAI). Des d'aquest any la IFA dirigeix només el futbol a Irlanda del Nord.